# Wilhelmsthal
Wilhelmsthal település Németországban, azon belül Bajorországban. Lakosainak száma 3521 fő (2023. december 31.). Wilhelmsthal Teuschnitz és Steinwiesen községekkel határos.

## Népesség
A település népessége az elmúlt években az alábbi módon változott:
| Lakosok száma | 4365 | 1220 | 3891 | 3842 | 3760 | 3741 | 3658 | 3618 | 3549 | 3521 |
|               | 1970 | 1975 | 2011 | 2012 | 2014 | 2015 | 2017 | 2019 | 2022 | 2023 |